# Campeonato Mundial de Ginástica Artística de 2021
O Campeonato Mundial de Ginástica Artística de 2021 foi realizado em Kitakyushu, Japão, de 18 a 24 de outubro de 2021. A competição aconteceu no Ginásio Geral da Cidade de Kitakyushu. Foi a terceira vez que o Japão sediou o evento, após as edições de 1995 e 2011.
A competição foi originalmente agendada para ser realizada em Copenhague, na Dinamarca, antes da Federação Dinamarquesa de Ginástica desistir de sediar em julho de 2020. Em novembro de 2020, a Federação Internacional de Ginástica anunciou Kitakyushu como a cidade-sede substituta nas mesmas datas.
Embora os Campeonatos Mundiais tradicionalmente não sejam realizados em anos olímpicos, o adiamento dos Jogos Olímpicos de Verão de 2020 fez com que o evento de 2021 caísse durante o mesmo ano. A última vez que as Olimpíadas e o Campeonato Mundial foram realizados no mesmo ano foi em 1996.

## Calendário de competição
| Data                                                | Sessão                           | Horário         | Subdivisões                                                                                                   |
| --------------------------------------------------- | -------------------------------- | --------------- | --- |
| Sexta-feira, 15 de outubro – Domingo, 17 de outubro | Treino de pódio                  | Treino de pódio | Treino de pódio                                                                                               |
| Segunda-feira, 18 de outubro                        | Qualificatória Feminina          | 9:45 AM         | WAG: Subdivisão 1 Uzbequistão, China, Turquia, Israel                                                         |
| Segunda-feira, 18 de outubro                        | Qualificatória Feminina          | 11:15 AM        | WAG: Subdivisão 2 Holanda, Itália, Grã-Bretanha, Hungria                                                      |
| Segunda-feira, 18 de outubro                        | Qualificatória Feminina          | 1:00 PM         | WAG: Subdivisão 3 Canadá, Austrália, Estados Unidos, Croácia, Noruega                                         |
| Segunda-feira, 18 de outubro                        | Qualificatória Feminina          | 2:30 PM         | WAG: Subdivisão 4 Portugal, Suíça, Islândia, Colômbia, Lituânia                                               |
| Segunda-feira, 18 de outubro                        | Qualificatória Feminina          | 4:00 PM         | WAG: Subdivisão 5 Dinamarca, Japão, Luxemburgo, Taipé Chinês, Ucrânia, Cuba                                   |
| Segunda-feira, 18 de outubro                        | Qualificatória Feminina          | 5:45 PM         | WAG: Subdivisão 6 Finlândia, Áustria, Alemanha, Equador, Egito, Nova Zelândia                                 |
| Segunda-feira, 18 de outubro                        | Qualificatória Feminina          | 7:15 PM         | WAG: Subdivisão 7 França, Porto Rico, Índia, Suécia, Romênia                                                  |
| Terça-feira, 19 de outubro                          | Qualificatória Feminina          | 9:45 AM         | WAG: Subdivisão 8 República Tcheca, Letônia, Azerbaijão, Hong Kong, Vietnã, Eslovênia, Bielo-Rússia           |
| Terça-feira, 19 de outubro                          | Qualificatória Feminina          | 11:15 AM        | WAG: Subdivisão 9 Brasil, Panamá, Irlanda, México                                                             |
| Terça-feira, 19 de outubro                          | Qualificatória Feminina          | 1:00 PM         | WAG: Subdivisão 10 RGF, Eslováquia, Coreia do Sul, Bélgica                                                    |
| Terça-feira, 19 de outubro                          | Qualificatória Masculina         | 5:00 PM         | MAG: Subdivisão 1 Espanha, Bulgária, Grécia, França, Portugal, Alemanha                                       |
| Terça-feira, 19 de outubro                          | Qualificatória Masculina         | 7:10 PM         | MAG: Subdivisão 2 Eslovênia, Hong Kong, China, Bélgica, Ucrânia, Letônia, RGF, Arábia Saudita, Hungria        |
| Quarta-feira, 20 de outubro                         | Qualificatória Masculina         | 9:20 AM         | MAG: Subdivisão 3 Japão, Azerbaijão, Armênia, Panamá, Nova Zelândia, Brasil, Bangladesh, Suíça                |
| Quarta-feira, 20 de outubro                         | Qualificatória Masculina         | 11:10 AM        | MAG: Subdivisão 4 Lituânia, Islândia, Porto Rico, Holanda, Síria, Taipei Chinês, Estados Unidos, Bielo-Rússia |
| Quarta-feira, 20 de outubro                         | Qualificatória Masculina         | 1:20 PM         | MAG: Subdivisão 5 Tailândia, Romênia, Colômbia, Cazaquistão, México, Egito, Austrália                         |
| Quarta-feira, 20 de outubro                         | Qualificatória Masculina         | 3:10 PM         | MAG: Subdivisão 6 Turquia, Vietnã, Equador, Canadá, Grã-Bretanha, Sérvia, Irlanda, Coreia do Sul, Albânia     |
| Quarta-feira, 20 de outubro                         | Qualificatória Masculina         | 5:20 PM         | MAG: Subdivisão 7 Uzbequistão, Itália, Dinamarca, República Tcheca, Filipinas, Finlândia, Croácia             |
| Quarta-feira, 20 de outubro                         | Qualificatória Masculina         | 7:10 PM         | MAG: Subdivisão 8 Israel, Chipre, Índia, Suécia, Áustria, Irã, Noruega, Polônia                               |
| Quinta-feira, 21 de outubro                         | Final Individual Geral Feminina  | 6:00 PM         | 24 melhores da qualificatória                                                                                 |
| Sexta-feira, 22 de outubro                          | Final Individual Geral Masculina | 6:00 PM         | 24 melhores da qualificatória                                                                                 |
| Sábado, 23 de outubro                               | Finais por Aparelhos             | 4:10 PM         | MAG: Solo, Cavalo com alças, Argolas                                                                          |
| Sábado, 23 de outubro                               | Finais por Aparelhos             | 4:10 PM         | WAG: Salto, Barras assimétricas                                                                               |
| Domingo, 24 de outubro                              | Finais por Aparelhos             | 4:25 PM         | MAG: Salto, Barras paralelas, Barra fixa                                                                      |
| Domingo, 24 de outubro                              | Finais por Aparelhos             | 4:25 PM         | WAG: Trave, Solo                                                                                              |
| Listado no horário local (UTC+09:00).               |                                  |                 | |

## Resumo das medalhas

### Medalhistas
| Evento                       | Ouro               | Prata                | Bronze                               |
| Masculino                    | Masculino          | Masculino            | Masculino                            |
| ---------------------------- | ------------------ | -------------------- | ------------------------------------ |
| Individual geral detalhes    | Zhang Boheng       | Daiki Hashimoto      | Illia Kovtun                         |
| Solo detalhes                | Nicola Bartolini   | Kazuki Minami        | Emil Soravuo                         |
| Cavalo com alças detalhes    | Stephen Nedoroscik | Weng Hao Kazuma Kaya | Nenhum premiado                      |
| Argolas detalhes             | Lan Xingyu         | Marco Lodadio        | Salvatore Maresca Grigorii Klimentev |
| Salto sobre a mesa detalhes  | Carlos Yulo        | Hidenobu Yonekura    | Andrey Medvedev                      |
| Barras paralelas detalhes    | Hu Xuwei           | Carlos Yulo          | Shi Cong                             |
| Barra fixa detalhes          | Hu Xuwei           | Daiki Hashimoto      | Brody Malone                         |
| Feminino                     |                    |                      |                                      |
| Individual geral detalhes    | Angelina Melnikova | Leanne Wong          | Kayla DiCello                        |
| Salto sobre a mesa detalhes  | Rebeca Andrade     | Asia D'Amato         | Angelina Melnikova                   |
| Barras assimétricas detalhes | Wei Xiaoyuan       | Rebeca Andrade       | Luo Rui                              |
| Trave detalhes               | Urara Ashikawa     | Pauline Schäfer-Betz | Mai Murakami                         |
| Solo detalhes                | Mai Murakami       | Angelina Melnikova   | Leanne Wong                          |

### Quadro de medalhas

#### Geral
*   país anfitrião (Japão)
| Pos.                | País                | Ouro | Prata | Bronze | Total |
| ------------------- | ------------------- | ---- | ----- | ------ | ----- |
| 1                   | China               | 5    | 1     | 2      | 8     |
| 2                   | Japão               | 2    | 5     | 1      | 8     |
| 3                   | Itália              | 1    | 2     | 1      | 4     |
| 4                   | Estados Unidos      | 1    | 1     | 3      | 5     |
| 5                   | RGF                 | 1    | 1     | 2      | 4     |
| 6                   | Brasil              | 1    | 1     | 0      | 2     |
| 6                   | Filipinas           | 1    | 1     | 0      | 2     |
| 8                   | Alemanha            | 0    | 1     | 0      | 1     |
| 9                   | Finlândia           | 0    | 0     | 1      | 1     |
| 9                   | Israel              | 0    | 0     | 1      | 1     |
| 9                   | Ucrânia             | 0    | 0     | 1      | 1     |
| Total (11 entradas) | Total (11 entradas) | 12   | 13    | 12     | 37    |

#### Masculino
*   país anfitrião (Japão)
| Pos.               | País               | Ouro | Prata | Bronze | Total |
| ------------------ | ------------------ | ---- | ----- | ------ | ----- |
| 1                  | China              | 4    | 1     | 1      | 6     |
| 2                  | Itália             | 1    | 1     | 1      | 3     |
| 3                  | Filipinas          | 1    | 1     | 0      | 2     |
| 4                  | Estados Unidos     | 1    | 0     | 1      | 2     |
| 5                  | Japão              | 0    | 5     | 0      | 5     |
| 6                  | Finlândia          | 0    | 0     | 1      | 1     |
| 6                  | Israel             | 0    | 0     | 1      | 1     |
| 6                  | RGF                | 0    | 0     | 1      | 1     |
| 6                  | Ucrânia            | 0    | 0     | 1      | 1     |
| Total (9 entradas) | Total (9 entradas) | 7    | 8     | 7      | 22    |

#### Feminino
*   país anfitrião (Japão)
| Pos.               | País               | Ouro | Prata | Bronze | Total |
| ------------------ | ------------------ | ---- | ----- | ------ | ----- |
| 1                  | Japão              | 2    | 0     | 1      | 3     |
| 2                  | RGF                | 1    | 1     | 1      | 3     |
| 3                  | Brasil             | 1    | 1     | 0      | 2     |
| 4                  | China              | 1    | 0     | 1      | 2     |
| 5                  | Estados Unidos     | 0    | 1     | 2      | 3     |
| 6                  | Alemanha           | 0    | 1     | 0      | 1     |
| 6                  | Itália             | 0    | 1     | 0      | 1     |
| Total (7 entradas) | Total (7 entradas) | 5    | 5     | 5      | 15    |

## Resultados masculinos

### Individual geral
O chinês Zhang Boheng derrotou por pouco o atual campeão olímpico Daiki Hashimoto do Japão por 0.017 pontos e conquistou o título; os dois ginastas conquistaram suas primeiras medalhas mundiais individuais. O ginasta ucraniano Illia Kovtun completou o pódio com o bronze.
Zhang e Hashimoto mais tarde desistiram do primeiro dia de finais por evento.
Competidores mais velhos e mais novos
|            | Nome            | País   | Data de nascimento   | Idade                     |
| ---------- | --------------- | ------ | -------------------- | ------------------------- |
| Mais novo  | Eyal Indig      | Israel | 15 de agosto de 2003 | 18 anos, 2 meses e 7 dias |
| Mais velho | Nikita Ignatyev | RGF    | 21 de junho 1992     | 29 anos, 4 meses e 1 dia  |

| Pos. | Ginasta             |        |        |        |        |        |        | Total  |
| ---- | ------------------- | ------ | ------ | ------ | ------ | ------ | ------ | ------ |
| 1    | Zhang Boheng        | 14.883 | 13.466 | 14.600 | 14.866 | 15.366 | 14.800 | 87.981 |
| 2    | Daiki Hashimoto     | 14.833 | 14.166 | 13.966 | 14.800 | 15.066 | 15.133 | 87.964 |
| 3    | Illia Kovtun        | 14.366 | 14.400 | 12.933 | 14.300 | 14.400 | 14.500 | 84.899 |
| 4    | Yul Moldauer        | 14.500 | 14.866 | 12.466 | 14.333 | 14.900 | 13.300 | 84.365 |
| 5    | Ahmet Önder         | 14.100 | 13.800 | 13.666 | 13.966 | 14.800 | 13.900 | 84.232 |
| 6    | Shi Cong            | 14.466 | 13.500 | 13.733 | 14.658 | 13.400 | 14.300 | 84.057 |
| 7    | Joel Plata          | 14.133 | 13.766 | 13.200 | 14.000 | 14.666 | 13.600 | 83.365 |
| 8    | William Emard       | 14.633 | 12.433 | 14.625 | 14.466 | 13.766 | 13.333 | 83.256 |
| 9    | Joshua Nathan       | 13.700 | 15.000 | 12.833 | 14.366 | 13.966 | 13.366 | 83.231 |
| 10   | Néstor Abad         | 13.900 | 13.233 | 13.666 | 14.233 | 14.366 | 13.333 | 82.731 |
| 11   | Adem Asil           | 14.400 | 12.733 | 14.466 | 14.700 | 12.600 | 13.800 | 82.699 |
| 12   | Henji Mboyo         | 13.700 | 13.700 | 13.400 | 14.058 | 13.900 | 13.933 | 82.691 |
| 13   | Caio Souza          | 13.300 | 12.200 | 13.966 | 14.633 | 14.566 | 14.000 | 82.665 |
| 14   | Krisztofer Mészáros | 13.800 | 13.716 | 13.066 | 13.833 | 13.633 | 13.533 | 81.581 |
| 15   | Robert Tvorogal     | 13.033 | 13.200 | 13.175 | 13.666 | 14.466 | 14.000 | 81.540 |
| 16   | Luka van den Keybus | 13.666 | 12.933 | 12.833 | 14.533 | 13.500 | 13.800 | 81.265 |
| 17   | Nikita Ignatyev     | 13.733 | 12.466 | 13.366 | 14.116 | 13.400 | 13.566 | 80.647 |
| 18   | Robert Kirmes       | 13.866 | 13.700 | 12.633 | 13.966 | 13.266 | 12.366 | 79.797 |
| 19   | Nikolaos Iliopoulos | 12.733 | 12.633 | 13.308 | 14.033 | 13.666 | 13.366 | 79.739 |
| 20   | Noah Kuavita        | 13.600 | 12.900 | 12.366 | 13.300 | 13.166 | 14.266 | 79.598 |
| 21   | Sofus Heggemsnes    | 12.500 | 13.600 | 13.233 | 14.266 | 12.500 | 13.200 | 79.299 |
| 22   | Oskar Kirmes        | 13.566 | 13.333 | 12.500 | 13.666 | 13.700 | 11.466 | 78.231 |
| 23   | Eyal Indig          | 12.833 | 12.666 | 11.166 | 13.466 | 13.300 | 12.833 | 76.264 |
| 24   | Alexander Benda     | 12.333 | 11.200 | 12.666 | 13.633 | 13.000 | 11.333 | 74.165 |

- Jossimar Calvo retirou-se após teste positivo para COVID-19.[8] Ele foi substituído no quarto grupo de rotação pelo primeiro reserva  Alexander Benda.
- Milad Karimi retirou-se para se concentrar nas finais por evento.[9] Ele foi substituído no terceiro grupo de rotação pelo segundo reserva  Robert Kirmes.
- Ilias Georgiou retirou-se e foi substituído no segundo grupo de rotação pelo terceiro reserva  Nikolaos Iliopoulos.

### Solo
Nicola Bartolini, da Itália, ganhou a primeira medalha de ouro do país no solo, bem como seu primeiro título mundial desde a vitória de Juri Chechi em 1997 nas argolas. O medalhista de prata Kazuki Minami do Japão e o medalhista de bronze Emil Soravuo da Finlândia também ganharam suas primeiras medalhas mundiais individuais. O atual campeão Carlos Yulo, das Filipinas, teve uma dedução cara fora dos limites e terminou em quinto lugar.
Competidores mais velhos e mais novos
|            | Nome             | País          | Data de nascimento     | Idade                      |
| ---------- | ---------------- | ------------- | ---------------------- | -------------------------- |
| Mais novo  | Ryu Sung-hyun    | Coreia do Sul | 22 de outubro de 2002  | 19 anos e 1 dia            |
| Mais velho | Nicola Bartolini | Itália        | 7 de fevereiro de 1996 | 25 anos, 8 meses e 16 dias |

| Pos. | Ginasta          | Nota D | Nota E | Pen. | Total  |
| ---- | ---------------- | ------ | ------ | ---- | ------ |
| 1    | Nicola Bartolini | 6.200  | 8.600  |      | 14.800 |
| 2    | Kazuki Minami    | 6.500  | 8.266  |      | 14.766 |
| 3    | Emil Soravuo     | 6.000  | 8.700  |      | 14.700 |
| 4    | Ryu Sung-hyun    | 6.500  | 8.100  |      | 14.600 |
| 5    | Carlos Yulo      | 6.600  | 8.266  | -0.3 | 14.566 |
| 6    | Kazuma Kaya      | 5.900  | 8.633  |      | 14.533 |
| 7    | Milad Karimi     | 6.400  | 7.933  |      | 14.333 |
| 8    | Hayden Skinner   | 6.500  | 7.900  | -0.3 | 14.100 |

- Daiki Hashimoto retirou-se e foi substituído por seu compatriota  Kazuma Kaya.

### Cavalo com alças
Stephen Nedoroscik ganhou o primeiro título dos Estados Unidos no cavalo com alças e o primeiro título masculino do país em qualquer evento desde que Danell Leyva venceu nas barras paralelas em 2011. Weng Hao da China e Kazuma Kaya do Japão empataram com a medalha de prata.
Competidores mais velhos e mais novos
|            | Nome            | País    | Data de nascimento  | Idade                      |
| ---------- | --------------- | ------- | ------------------- | -------------------------- |
| Mais novo  | Daiki Hashimoto | Japão   | 7 de agosto de 2001 | 20 anos, 2 meses e 16 dias |
| Mais velho | Filip Ude       | Croácia | 3 de junho de 1986  | 35 anos, 4 meses e 20 dias |

| Pos. | Ginasta            | Nota D | Nota E | Pen. | Total  |
| ---- | ------------------ | ------ | ------ | ---- | ------ |
| 1    | Stephen Nedoroscik | 6.500  | 8.766  |      | 15.266 |
| 2    | Weng Hao           | 6.600  | 8.300  |      | 14.900 |
| 2    | Kazuma Kaya        | 6.600  | 8.300  |      | 14.900 |
| 4    | Nariman Kurbanov   | 6.200  | 8.566  |      | 14.766 |
| 5    | Alec Yoder         | 6.500  | 8.266  |      | 14.766 |
| 6    | Joshua Nathan      | 6.600  | 8.133  |      | 14.733 |
| 7    | Filip Ude          | 6.100  | 7.733  |      | 13.833 |
| 8    | Harutyun Merdinyan | 6.200  | 7.200  |      | 13.400 |

- Daiki Hashimoto e o primeiro reserva  Zhang Boheng retiraram-se, então o segundo reserva  Harutyun Merdinyan participou da final.

### Argolas
O melhor classificado, Lan Xingyu da China, conquistou seu primeiro título mundial individual depois de ganhar o ouro como substituto pela equipe chinesa em 2018. Marco Lodadio da Itália foi convocado como primeira reserva e ganhou a segunda prata consecutiva no evento, sua terceira medalha mundial geral. O companheiro de Lodadio, Salvatore Maresca, e Grigorii Klimentev, da RGF, empataram com a medalha de bronze, a primeira medalha mundial individual para ambos.
Competidores mais velhos e mais novos
|            | Nome               | País   | Data de nascimento     | Idade                       |
| ---------- | ------------------ | ------ | ---------------------- | --------------------------- |
| Mais novo  | Grigorii Klimentev | RGF    | 13 de dezembro de 2000 | 20 anos, 10 meses e 10 dias |
| Mais velho | Salvatore Maresca  | Itália | 16 de setembro de 1993 | 28 anos, 1 mês e 7 dias     |

| Pos. | Ginasta            | Nota D | Nota E | Pen. | Total  |
| ---- | ------------------ | ------ | ------ | ---- | ------ |
| 1    | Lan Xingyu         | 6.400  | 8.800  |      | 15.200 |
| 2    | Marco Lodadio      | 6.300  | 8.566  |      | 14.866 |
| 3    | Salvatore Maresca  | 6.200  | 8.633  |      | 14.833 |
| 3    | Grigorii Klimentev | 6.200  | 8.633  |      | 14.833 |
| 5    | Vinzenz Höck       | 6.200  | 8.533  |      | 14.733 |
| 6    | İbrahim Çolak      | 6.200  | 8.466  |      | 14.666 |
| 7    | William Emard      | 6.000  | 8.533  |      | 14.533 |
| 8    | Courtney Tulloch   | 6.200  | 8.000  |      | 14.200 |

- Zhang Boheng retirou-se e foi substituído pelo primeiro reserva  Marco Lodadio.

### Salto
Competidores mais velhos e mais novos
|            | Nome            | País    | Data de nascimento    | Idade                      |
| ---------- | --------------- | ------- | --------------------- | -------------------------- |
| Mais novo  | Nazar Chepurnyi | Ucrânia | 3 de setembro de 2002 | 19 anos, 1 mês e 21 dias   |
| Mais velho | Andrey Medvedev | Israel  | 6 de abril de 1990    | 31 anos, 6 meses e 18 dias |

| Pos. | Ginasta           | Salto 1 | Salto 1 | Salto 1 | Salto 1 | Salto 2 | Salto 2 | Salto 2 | Salto 2 | Total  |
| Pos. | Ginasta           | Nota D  | Nota E  | Pen.    | Pont. 1 | Nota D  | Nota E  | Pen.    | Pont. 2 | Total  |
| ---- | ----------------- | ------- | ------- | ------- | ------- | ------- | ------- | ------- | ------- | ------ |
| 1    | Carlos Yulo       | 5.600   | 9.200   |         | 14.800  | 5.600   | 9.433   |         | 15.033  | 14.916 |
| 2    | Hidenobu Yonekura | 6.000   | 9.000   |         | 15.000  | 5.600   | 9.133   |         | 14.733  | 14.866 |
| 3    | Andrey Medvedev   | 5.600   | 8.933   |         | 14.533  | 5.600   | 9.166   |         | 14.766  | 14.649 |
| 4    | Thomas Grasso     | 5.600   | 9.233   |         | 14.833  | 5.200   | 9.166   | -0.1    | 14.266  | 14.549 |
| 5    | Yang Hak-seon     | 5.600   | 9.166   |         | 14.766  | 6.000   | 8.033   |         | 14.033  | 14.399 |
| 6    | Courtney Tulloch  | 5.600   | 8.700   |         | 14.300  | 5.600   | 8.866   |         | 14.466  | 14.383 |
| 7    | Nazar Chepurnyi   | 5.600   | 9.266   |         | 14.866  | 5.600   | 7.933   | -0.1    | 13.433  | 14.149 |
| 8    | William Emard     | 5.200   | 8.066   |         | 13.266  | 5.200   | 7.933   |         | 13.133  | 13.199 |

### Barras paralelas
Competidores mais velhos e mais novos
|            | Nome            | País   | Data de nascimento     | Idade                      |
| ---------- | --------------- | ------ | ---------------------- | -------------------------- |
| Mais novo  | Daiki Hashimoto | Japão  | 7 de agosto de 2001    | 20 anos, 2 meses e 17 dias |
| Mais velho | Caio Souza      | Brasil | 12 de setembro de 1993 | 28 anos, 1 mês e 12 dias   |

| Pos. | Ginasta           | Nota D | Nota E | Pen. | Total  |
| ---- | ----------------- | ------ | ------ | ---- | ------ |
| 1    | Hu Xuwei          | 6.600  | 8.866  |      | 15.466 |
| 2    | Carlos Yulo       | 6.400  | 8.900  |      | 15.300 |
| 3    | Shi Cong          | 6.000  | 9.066  |      | 15.066 |
| 4    | Daiki Hashimoto   | 6.200  | 8.800  |      | 15.000 |
| 5    | Yul Moldauer      | 6.400  | 8.600  |      | 15.000 |
| 6    | Kazuma Kaya       | 6.300  | 8.600  |      | 14.900 |
| 7    | Caio Souza        | 6.100  | 8.466  |      | 14.566 |
| 8    | Christian Baumann | 6.200  | 6.133  |      | 12.333 |

- Zhang Boheng retirou-se e foi substituído pelo seu compatriota  Shi Cong, que não havia se classificado devido à regra de dois por país.

### Barra fixa
Competidores mais velhos e mais novos
|            | Nome           | País    | Data de nascimento   | Idade                      |
| ---------- | -------------- | ------- | -------------------- | -------------------------- |
| Mais novo  | Illia Kovtun   | Ucrânia | 10 de agosto de 2003 | 18 anos, 2 meses e 14 dias |
| Mais velho | Kohei Uchimura | Japão   | 3 de janeiro de 1989 | 32 anos, 9 meses e 21 dias |

| Pos. | Ginasta         | Nota D | Nota E | Pen. | Total  |
| ---- | --------------- | ------ | ------ | ---- | ------ |
| 1    | Hu Xuwei        | 6.700  | 8.466  |      | 15.166 |
| 2    | Daiki Hashimoto | 6.500  | 8.566  |      | 15.066 |
| 3    | Brody Malone    | 6.500  | 8.466  |      | 14.966 |
| 4    | Carlo Macchini  | 6.700  | 8.266  |      | 14.966 |
| 5    | Milad Karimi    | 6.400  | 8.433  |      | 14.833 |
| 6    | Kōhei Uchimura  | 6.600  | 8.000  |      | 14.600 |
| 7    | Illia Kovtun    | 6.000  | 8.166  |      | 14.166 |
| 8    | Ilias Georgiou  | 5.800  | 7.866  |      | 13.666 |

## Resultados femininos

### Individual geral
Angelina Melnikova (RGF) se tornou a primeira não americana a ganhar um título mundial ou olímpico desde que sua colega de equipe russa Aliya Mustafina o fez no Campeonato Mundial de 2010. As americanas Leanne Wong e Kayla DiCello conquistaram as medalhas de prata e bronze, respectivamente, a primeira medalha mundial individual para ambas.
Competidoras mais velhas e mais novas
|            | Nome              | País     | Data de nascimento    | Idade                      |
| ---------- | ----------------- | -------- | --------------------- | -------------------------- |
| Mais nova  | Jennifer Williams | Suécia   | 11 de outubro de 2005 | 16 anos e 10 dias          |
| Mais velha | Filipa Martins    | Portugal | 9 de janeiro de 1996  | 25 anos, 9 meses e 12 dias |

| Pos. | Ginasta                |        |        |        |        | Total  |
| ---- | ---------------------- | ------ | ------ | ------ | ------ | ------ |
| 1    | Angelina Melnikova     | 14.466 | 14.533 | 13.800 | 13.833 | 56.632 |
| 2    | Leanne Wong            | 14.341 | 14.066 | 13.900 | 14.033 | 56.340 |
| 3    | Kayla DiCello          | 14.600 | 12.766 | 13.400 | 13.800 | 54.566 |
| 4    | Vladislava Urazova     | 13.566 | 14.333 | 12.333 | 13.366 | 53.598 |
| 5    | Naomi Visser           | 13.400 | 13.800 | 12.966 | 12.666 | 52.832 |
| 6    | Wei Xiaoyuan           | 13.200 | 13.366 | 13.733 | 12.400 | 52.699 |
| 7    | Filipa Martins         | 13.466 | 13.000 | 12.933 | 12.800 | 52.199 |
| 8    | Alice D'Amato          | 14.400 | 12.916 | 11.766 | 13.000 | 52.082 |
| 9    | Carolann Heduit        | 14.266 | 12.533 | 12.633 | 12.533 | 51.965 |
| 10   | Anastasiia Bachynska   | 13.533 | 12.800 | 12.800 | 12.700 | 51.833 |
| 11   | Shin Solyi             | 13.500 | 12.900 | 12.766 | 12.600 | 51.766 |
| 12   | Asia D'Amato           | 14.366 | 12.600 | 11.900 | 12.833 | 51.699 |
| 13   | Lee Yun-seo            | 13.033 | 13.566 | 12.100 | 13.000 | 51.699 |
| 14   | Yelyzaveta Hubareva    | 13.200 | 13.100 | 12.733 | 12.566 | 51.599 |
| 15   | Ruby Stacey            | 13.500 | 13.433 | 12.600 | 11.900 | 51.333 |
| 16   | Maria Ceplinschi       | 13.633 | 12.566 | 11.633 | 13.066 | 50.898 |
| 17   | Georgia-Mae Fenton     | 14.333 | 11.400 | 12.566 | 12.000 | 50.299 |
| 18   | Rose Woo               | 13.400 | 12.166 | 11.700 | 12.933 | 50.299 |
| 19   | Emma Slevin            | 13.600 | 12.533 | 12.733 | 11.266 | 50.132 |
| 20   | Celia Serber           | 13.900 | 13.200 | 10.300 | 12.333 | 49.733 |
| 21   | Csenge Bácskay         | 13.666 | 11.366 | 11.700 | 11.933 | 48.665 |
| 22   | Marlies Maennersdorfer | 12.666 | 13.200 | 11.566 | 12.200 | 48.598 |
| 23   | Jennifer Williams      | 13.333 | 10.733 | 12.066 | 12.100 | 48.232 |
| 24   | Stefanie Siegenthaler  | 11.700 | 11.433 | 12.166 | 11.133 | 46.432 |

- Hitomi Hatakeda retirou-se devido a uma lesão no pescoço e medula espinhal sofrida no treino. Ela foi substituída no primeiro grupo de rotação pela primeira reserva  Csenge Bácskay.[13]

### Salto
A atual campeã olímpica Rebeca Andrade do Brasil conquistou o título e sua primeira medalha mundial individual. A medalhista de prata Asia D'Amato é a primeira ginasta artística italiana a se qualificar para uma final mundial de salto. O bronze de Angelina Melnikova (RGF) foi sua segunda medalha individual no Campeonato Mundial após o título do individual geral.
Competidoras mais velhas e mais novas
|            | Nome           | País    | Data de nascimento     | Idade                      |
| ---------- | -------------- | ------- | ---------------------- | -------------------------- |
| Mais nova  | Csenge Bácskay | Hungria | 4 de abril de 2003     | 18 anos, 6 meses e 19 dias |
| Mais velha | Nancy Taman    | Egito   | 15 de novembro de 1994 | 26 anos, 11 meses e 8 dias |

| Pos. | Ginasta            | Salto 1 | Salto 1 | Salto 1 | Salto 1 | Salto 2 | Salto 2 | Salto 2 | Salto 2 | Total  |
| Pos. | Ginasta            | Nota D  | Nota E  | Pen.    | Pont. 1 | Nota D  | Nota E  | Pen.    | Pont. 2 | Total  |
| ---- | ------------------ | ------- | ------- | ------- | ------- | ------- | ------- | ------- | ------- | ------ |
| 1    | Rebeca Andrade     | 6.000   | 9.133   |         | 15.133  | 5.400   | 9.400   |         | 14.800  | 14.966 |
| 2    | Asia D'Amato       | 5.400   | 8.733   |         | 14.133  | 5.200   | 8.833   |         | 14.033  | 14.083 |
| 3    | Angelina Melnikova | 5.400   | 9.033   |         | 14.433  | 4.800   | 8.700   |         | 13.500  | 13.966 |
| 4    | Nancy Taman        | 5.400   | 8.733   |         | 14.133  | 4.600   | 8.733   |         | 13.333  | 13.733 |
| 5    | Csenge Bácskay     | 5.000   | 8.866   |         | 13.866  | 4.800   | 8.800   |         | 13.600  | 13.733 |
| 6    | Ofir Netzer        | 4.800   | 8.833   |         | 13.633  | 4.800   | 8.800   |         | 13.600  | 13.616 |
| 7    | Natalia Escalera   | 5.000   | 8.466   | –0.1    | 13.366  | 4.800   | 8.800   |         | 13.600  | 13.483 |
| 8    | Elze Geurts        | 5.400   | 8.966   |         | 14.366  | 4.800   | 7.533   |         | 12.333  | 13.349 |

### Barras assimétricas
Wei Xiaoyuan conquistou o título e sua primeira medalha mundial individual e a primeira medalha da China no evento desde que conquistou quatro títulos consecutivos de 2013 a 2017 (empate em 2015). A melhor nas qualificatórias Rebeca Andrade, do Brasil, ganhou a prata e sua segunda medalha individual do dia. A companheira de equipe de Wei, Luo Rui, terminou com o bronze depois de perder no desempate para Andrade.
Competidoras mais velhas e mais novas
|            | Nome           | País     | Data de nascimento     | Idade                       |
| ---------- | -------------- | -------- | ---------------------- | --------------------------- |
| Mais nova  | Luo Rui        | China    | 26 de novembro de 2005 | 15 anos, 10 meses e 27 dias |
| Mais velha | Filipa Martins | Portugal | 9 de janeiro de 1996   | 25 anos, 9 meses e 14 dias  |

| Pos. | Ginasta            | Nota D | Nota E | Pen. | Total  |
| ---- | ------------------ | ------ | ------ | ---- | ------ |
| 1    | Wei Xiaoyuan       | 6.500  | 8.233  |      | 14.733 |
| 2    | Rebeca Andrade     | 5.900  | 8.733  |      | 14.633 |
| 3    | Luo Rui            | 6.200  | 8.433  |      | 14.633 |
| 4    | Angelina Melnikova | 6.100  | 8.433  |      | 14.533 |
| 5    | Zsófia Kovács      | 6.200  | 8.266  |      | 14.466 |
| 6    | Elisa Iorio        | 6.200  | 8.200  |      | 14.400 |
| 7    | Vladislava Urazova | 6.300  | 8.100  |      | 14.400 |
| 8    | Filipa Martins     | 6.000  | 8.066  |      | 14.066 |

### Trave
Competidoras mais velhas e mais novas
|            | Nome         | País  | Data de nascimento     | Idade                       |
| ---------- | ------------ | ----- | ---------------------- | --------------------------- |
| Mais nova  | Luo Rui      | China | 26 de novembro de 2005 | 15 anos, 10 meses e 28 dias |
| Mais velha | Mai Murakami | Japão | 5 de agosto de 1996    | 25 anos, 2 meses e 19 dias  |

| Pos. | Ginasta              | Nota D | Nota E | Pen. | Total  |
| ---- | -------------------- | ------ | ------ | ---- | ------ |
| 1    | Urara Ashikawa       | 5.900  | 8.200  |      | 14.100 |
| 2    | Pauline Schäfer-Betz | 5.400  | 8.400  |      | 13.800 |
| 3    | Mai Murakami         | 5.800  | 7.933  |      | 13.733 |
| 4    | Leanne Wong          | 5.500  | 7.833  |      | 13.333 |
| 5    | Luo Rui              | 5.800  | 7.500  |      | 13.300 |
| 6    | Rebeca Andrade       | 5.400  | 7.100  |      | 12.500 |
| 7    | Angelina Melnikova   | 5.400  | 7.000  |      | 12.400 |
| 8    | Kayla DiCello        | 4.900  | 6.966  |      | 11.866 |
| 9    | Iana Vorona          | 5.200  | 6.633  |      | 11.833 |

### Solo
Competidoras mais velhas e mais novas
|            | Nome             | País    | Data de nascimento   | Idade                      |
| ---------- | ---------------- | ------- | -------------------- | -------------------------- |
| Mais nova  | Maria Ceplinschi | Roménia | 12 de agosto de 2005 | 16 anos, 2 meses e 12 dias |
| Mais velha | Mai Murakami     | Japão   | 5 de agosto de 1996  | 25 anos, 2 meses e 19 dias |

| Pos. | Ginasta              | Nota D | Nota E | Pen. | Total  |
| ---- | -------------------- | ------ | ------ | ---- | ------ |
| 1    | Mai Murakami         | 5.800  | 8.266  |      | 14.066 |
| 2    | Angelina Melnikova   | 5.600  | 8.400  |      | 14.000 |
| 3    | Leanne Wong          | 5.700  | 8.133  |      | 13.833 |
| 4    | Vladislava Urazova   | 5.300  | 8.400  |      | 13.700 |
| 5    | Kayla DiCello        | 5.400  | 8.233  |      | 13.633 |
| 6    | Maria Ceplinschi     | 5.200  | 8.166  |      | 13.366 |
| 7    | Anastasiia Bachynska | 5.100  | 7.933  |      | 13.033 |
| 8    | Yuna Hiraiwa         | 5.100  | 7.033  |      | 12.133 |

## Qualificatória

### Masculina
A subdivisão 6 da qualificatória masculina foi atrasada 90 minutos enquanto o equipamento era desinfetado após um ginasta colombiano, mais tarde revelado como sendo Jossimar Calvo, na subdivisão anterior ter testado positivo para COVID-19. Posteriormente, Calvo desistiu da final geral.

#### Individual geral
| Pos. | Ginasta                |        |        |        |        |        |        | Total  | Qual. |
| ---- | ---------------------- | ------ | ------ | ------ | ------ | ------ | ------ | ------ | ----- |
| 1    | Daiki Hashimoto        | 14.733 | 15.075 | 13.333 | 15.066 | 15.200 | 14.633 | 88.040 | Q     |
| 2    | Zhang Boheng           | 14.133 | 14.666 | 14.866 | 14.766 | 15.300 | 14.166 | 87.897 | Q     |
| 3    | Adem Asil              | 14.066 | 12.666 | 14.533 | 14.966 | 14.366 | 13.833 | 84.430 | Q     |
| 4    | Shi Cong               | 13.200 | 13.466 | 13.933 | 14.233 | 15.200 | 13.866 | 83.898 | Q     |
| 5    | Illia Kovtun           | 14.333 | 13.766 | 12.500 | 14.066 | 14.700 | 14.200 | 83.565 | Q     |
| 6    | Krisztofer Mészáros    | 14.033 | 13.600 | 12.933 | 14.200 | 14.566 | 13.300 | 82.632 | Q     |
| 7    | Ilias Georgiou         | 13.633 | 11.866 | 13.500 | 14.366 | 14.766 | 14.233 | 82.364 | Q     |
| 8    | Ahmet Önder            | 13.400 | 12.866 | 13.933 | 14.200 | 14.700 | 12.966 | 82.065 | Q     |
| 9    | Joel Plata             | 14.133 | 13.633 | 13.300 | 14.066 | 13.666 | 13.100 | 81.898 | Q     |
| 10   | Robert Tvorogal        | 13.433 | 13.233 | 13.100 | 13.800 | 14.600 | 13.600 | 81.766 | Q     |
| 11   | William Emard          | 13.900 | 11.233 | 14.733 | 14.666 | 13.833 | 13.133 | 81.498 | Q     |
| 12   | Luka van den Keybus    | 13.966 | 12.700 | 12.433 | 14.333 | 14.000 | 13.666 | 81.098 | Q     |
| 13   | Yul Moldauer           | 14.433 | 10.633 | 13.466 | 14.433 | 14.866 | 13.233 | 81.064 | Q     |
| 14   | Henji Mboyo            | 13.100 | 12.966 | 13.333 | 13.833 | 13.933 | 13.800 | 80.965 | Q     |
| 15   | Joshua Nathan          | 13.433 | 15.033 | 12.600 | 14.400 | 12.133 | 13.166 | 80.765 | Q     |
| 16   | Milad Karimi           | 14.941 | 11.600 | 12.133 | 12.966 | 14.633 | 14.433 | 80.706 | Q     |
| 17   | Caio Souza             | 13.666 | 10.233 | 14.033 | 14.666 | 14.800 | 13.200 | 80.598 | Q     |
| 18   | Nestor Abad            | 14.233 | 12.933 | 13.466 | 13.800 | 13.566 | 12.500 | 80.498 | Q     |
| 19   | Sofus Heggemsnes       | 12.966 | 13.366 | 13.000 | 14.233 | 13.933 | 13.300 | 80.498 | Q     |
| 20   | Jossimar Calvo         | 13.300 | 13.433 | 12.300 | 14.300 | 13.866 | 12.866 | 80.065 | Q     |
| 21   | Oskar Kirmes           | 13.733 | 12.766 | 12.200 | 13.766 | 13.933 | 12.900 | 79.298 | Q     |
| 22   | Eyal Indig             | 12.600 | 14.066 | 12.400 | 13.933 | 13.500 | 12.600 | 79.099 | Q     |
| 23   | Nikita Ignatyev        | 12.366 | 11.866 | 12.766 | 14.008 | 13.500 | 13.433 | 77.939 | Q     |
| 24   | Noah Kuavita           | 13.600 | 12.500 | 11.966 | 14.200 | 11.300 | 14.066 | 77.632 | Q     |
| 25   | Alexander Benda        | 12.566 | 12.666 | 12.600 | 13.766 | 12.633 | 13.366 | 77.597 | R1    |
| 26   | Robert Kirmes          | 13.733 | 13.500 | 12.666 | 13.933 | 11.966 | 11.766 | 77.564 | R2    |
| 27   | Nikolaos Iliopoulos    | 12.500 | 11.666 | 13.133 | 13.766 | 13.533 | 12.833 | 77.431 | R3    |
| 28   | Andres Martinez Moreno | 13.866 | 13.533 | 10.933 | 13.833 | 13.100 | 12.133 | 77.398 | R4    |

#### Solo
| Pos. | Ginasta          | Nota D | Nota E | Pen. | Total  | Qual. |
| ---- | ---------------- | ------ | ------ | ---- | ------ | ----- |
| 1    | Carlos Yulo      | 6.600  | 8.566  |      | 15.166 | Q     |
| 2    | Nicola Bartolini | 6.200  | 8.766  |      | 14.966 | Q     |
| 3    | Kazuki Minami    | 6.500  | 8.466  |      | 14.966 | Q     |
| 4    | Milad Karimi     | 6.400  | 8.541  |      | 14.941 | Q     |
| 5    | Daiki Hashimoto  | 6.000  | 8.733  |      | 14.733 | Q     |
| 6    | Ryu Sung-hyun    | 6.500  | 8.100  |      | 14.600 | Q     |
| 7    | Kazuma Kaya      | 5.900  | 8.666  |      | 14.566 | –     |
| 8    | Hayden Skinner   | 6.500  | 8.066  |      | 14.566 | Q     |
| 9    | Emil Soravuo     | 6.000  | 8.533  |      | 14.533 | Q     |
| 10   | Yul Moldauer     | 5.800  | 8.633  |      | 14.433 | R1    |
| 11   | Illia Kovtun     | 5.900  | 8.433  |      | 14.333 | R2    |
| 12   | Ivan Stretovich  | 5.800  | 8.466  |      | 14.266 | R3    |

#### Cavalo com alças
| Pos. | Ginasta            | Nota D | Nota E | Pen. | Total  | Qual. |
| ---- | ------------------ | ------ | ------ | ---- | ------ | ----- |
| 1    | Weng Hao           | 6.600  | 9.000  |      | 15.600 | Q     |
| 2    | Stephen Nedoroscik | 6.500  | 8.866  |      | 15.366 | Q     |
| 3    | Alec Yoder         | 6.500  | 8.800  |      | 15.300 | Q     |
| 4    | Daiki Hashimoto    | 6.400  | 8.675  |      | 15.075 | Q     |
| 5    | Joshua Nathan      | 6.600  | 8.433  |      | 15.033 | Q     |
| 6    | Nariman Kurbanov   | 6.200  | 8.800  |      | 15.000 | Q     |
| 7    | Kazuma Kaya        | 6.600  | 8.333  |      | 14.933 | Q     |
| 8    | Filip Ude          | 6.000  | 8.866  |      | 14.866 | Q     |
| 9    | Zhang Boheng       | 5.800  | 8.866  |      | 14.666 | R1    |
| 10   | Harutyun Merdinyan | 6.200  | 8.466  |      | 14.666 | R2    |
| 11   | Loran de Munck     | 6.300  | 8.266  |      | 14.566 | R3    |

#### Argolas
| Pos. | Ginasta            | Nota D | Nota E | Pen. | Total  | Qual. |
| ---- | ------------------ | ------ | ------ | ---- | ------ | ----- |
| 1    | Lan Xingyu         | 6.400  | 8.866  |      | 15.266 | Q     |
| 2    | Zhang Boheng       | 6.100  | 8.7666 |      | 14.866 | Q     |
| 3    | Vinzenz Höck       | 6.200  | 8.566  |      | 14.766 | Q     |
| 3    | Grigorii Klimentev | 6.200  | 8.566  |      | 14.766 | Q     |
| 3    | İbrahim Çolak      | 6.200  | 8.566  |      | 14.766 | Q     |
| 6    | William Emard      | 6.000  | 8.733  |      | 14.733 | Q     |
| 7    | Courtney Tulloch   | 6.200  | 8.466  |      | 14.666 | Q     |
| 7    | Salvatore Maresca  | 6.200  | 8.466  |      | 14.666 | Q     |
| 9    | Marco Lodadio      | 6.300  | 8.300  |      | 14.600 | R1    |
| 10   | Adem Asil          | 6.200  | 8.333  |      | 14.533 | R2    |
| 11   | Ali Zahran         | 6.200  | 8.033  |      | 14.233 | R3    |

#### Salto
| Pos. | Ginasta               | Salto 1 | Salto 1 | Salto 1 | Salto 1 | Salto 2 | Salto 2 | Salto 2 | Salto 2 | Total  | Qual. |
| Pos. | Ginasta               | Nota D  | Nota E  | Pen.    | Pont. 1 | Nota D  | Nota E  | Pen.    | Pont. 2 | Total  | Qual. |
| ---- | --------------------- | ------- | ------- | ------- | ------- | ------- | ------- | ------- | ------- | ------ | ----- |
| 1    | Nazar Chepurnyi       | 5.600   | 9.366   |         | 14.966  | 5.600   | 9.100   |         | 14.700  | 14.833 | Q     |
| 2    | Yang Hak-seon         | 6.000   | 9.033   | –0.1    | 14.933  | 5.600   | 9.133   |         | 14.733  | 14.833 | Q     |
| 3    | Carlos Yulo           | 5.600   | 9.133   |         | 14.733  | 5.600   | 9.283   |         | 14.883  | 14.808 | Q     |
| 4    | Hidenobu Yonekura     | 6.000   | 8.933   |         | 14.933  | 5.600   | 9.033   |         | 14.633  | 14.783 | Q     |
| 5    | Andrey Medvedev       | 5.600   | 9.000   |         | 14.600  | 5.600   | 9.233   |         | 14.833  | 14.716 | Q     |
| 6    | Thomas Grasso         | 5.600   | 9.233   |         | 14.833  | 5.200   | 9.166   |         | 14.366  | 14.599 | Q     |
| 7    | Courtney Tulloch      | 5.600   | 8.933   |         | 14.533  | 5.600   | 9.000   |         | 14.600  | 14.566 | Q     |
| 8    | William Emard         | 5.200   | 9.466   |         | 14.666  | 5.200   | 9.200   |         | 14.400  | 14.533 | Q     |
| 9    | Adem Asil             | 6.000   | 8.966   |         | 14.966  | 5.600   | 8.733   | –0.3    | 14.033  | 14.499 | R2    |
| 10   | Nicola Bartolini      | 5.200   | 9.500   |         | 14.700  | 4.800   | 9.366   |         | 14.166  | 14.433 | R2    |
| 11   | Mukhammadzhon Iakubov | 5.600   | 8.633   | –0.1    | 14.133  | 5.600   | 9.100   |         | 14.700  | 14.416 | R3    |

#### Barras paralelas
| Pos. | Ginasta           | Nota D | Nota E | Pen. | Total  | Qual. |
| ---- | ----------------- | ------ | ------ | ---- | ------ | ----- |
| 1    | Carlos Yulo       | 6.400  | 9.166  |      | 15.566 | Q     |
| 2    | Zhang Boheng      | 6.100  | 9.200  |      | 15.300 | Q     |
| 3    | Wu Xuwei          | 6.300  | 8.933  |      | 15.233 | Q     |
| 4    | Shi Cong          | 6.000  | 9.200  |      | 15.200 | –     |
| 5    | Daiki Hashimoto   | 6.200  | 9.000  |      | 15.200 | Q     |
| 6    | Yul Moldauer      | 6.400  | 8.466  |      | 14.866 | Q     |
| 7    | Christian Baumann | 6.400  | 8.441  |      | 14,841 | Q     |
| 8    | Kazuma Kaya       | 6.300  | 8.533  |      | 14.833 | Q     |
| 9    | Caio Souza        | 6.100  | 8.700  |      | 14.800 | Q     |
| 10   | Marios Georgiou   | 6.300  | 8.500  |      | 14.800 | R1    |
| 11   | Ilias Georgiou    | 5.600  | 9.166  |      | 14.766 | R2    |
| 12   | Isaac Núñez       | 6.100  | 8.633  |      | 14.733 | R3    |

#### Barra fixa
| Pos. | Ginasta               | Nota D | Nota E | Pen. | Total  | Qual. |
| ---- | --------------------- | ------ | ------ | ---- | ------ | ----- |
| 1    | Daiki Hashimoto       | 6.500  | 8.133  |      | 14.633 | Q     |
| 2    | Hu Xuwei              | 6.400  | 8.133  |      | 14.533 | Q     |
| 3    | Milad Karimi          | 6.400  | 8.033  |      | 14.433 | Q     |
| 4    | Brody Malone          | 6.500  | 7.866  |      | 14.366 | Q     |
| 5    | Kōhei Uchimura        | 6.300  | 8.000  |      | 14.300 | Q     |
| 6    | Carlo Macchini        | 6.300  | 7.966  |      | 14.266 | Q     |
| 7    | Ilias Georgiou        | 5.800  | 8.433  |      | 14.233 | Q     |
| 8    | Ilia Kovtun           | 6.200  | 8.000  |      | 14.200 | Q     |
| 9    | Zhang Boheng          | 6.200  | 7.966  |      | 14.166 | R1    |
| 10   | Andreas Bretschneider | 6.200  | 7.900  |      | 14.100 | R2    |
| 11   | Noah Kuavita          | 6.000  | 8.066  |      | 14.066 | R3    |

### Feminina

#### Individual geral
| Pos. | Ginasta               |        |        |        |        | Total  | Qual. |
| ---- | --------------------- | ------ | ------ | ------ | ------ | ------ | ----- |
| 1    | Angelina Melnikova    | 14.466 | 14.466 | 14.033 | 14.100 | 57.065 | Q     |
| 2    | Leanne Wong           | 14.366 | 13.683 | 13.700 | 14.000 | 55.749 | Q     |
| 3    | Kayla DiCello         | 14.500 | 13.900 | 13.500 | 13.800 | 55.700 | Q     |
| 4    | Hitomi Hatakeda       | 13.566 | 13.933 | 12.966 | 13.333 | 53.798 | Q     |
| 5    | Vladislava Urazova    | 12.100 | 14.366 | 13.166 | 13.433 | 53.065 | Q     |
| 6    | Filipa Martins        | 13.300 | 14.133 | 12.666 | 12.933 | 53.032 | Q     |
| 7    | Wei Xiaoyuan          | 13.266 | 14.733 | 12.633 | 12.233 | 52.865 | Q     |
| 8    | Carolann Héduit       | 14.300 | 13.366 | 12.366 | 12.733 | 52.765 | Q     |
| 9    | Anastasiia Bachynska  | 13.566 | 13.333 | 12.666 | 13.100 | 52.665 | Q     |
| 10   | Lee Yun-seo           | 13.258 | 14.066 | 12.200 | 13.016 | 52.540 | Q     |
| 11   | Naomi Visser          | 13.533 | 13.033 | 12.800 | 12.900 | 52.266 | Q     |
| 12   | Asia D'Amato          | 14.133 | 12.333 | 13.000 | 12.633 | 52.099 | Q     |
| 13   | Alice D'Amato         | 14.333 | 13.966 | 10.966 | 12.833 | 52.098 | Q     |
| 14   | Shin Sol-yi           | 13.500 | 12.600 | 12.200 | 13.100 | 51.400 | Q     |
| 15   | Yelyzaveta Hubareva   | 13.033 | 13.066 | 12.633 | 12.533 | 51.265 | Q     |
| 16   | Ruby Stacey           | 13.266 | 13.200 | 12.333 | 11.966 | 50.765 | Q     |
| 17   | Georgia-Mae Fenton    | 13.566 | 13.658 | 11.733 | 11.733 | 50.690 | Q     |
| 18   | Célia Serber          | 13.633 | 13.200 | 10.933 | 12.733 | 50.499 | Q     |
| 19   | Rose Woo              | 13.266 | 12.800 | 12.000 | 12.400 | 50.466 | Q     |
| 20   | Maria Ceplinschi      | 13.700 | 12.333 | 11.066 | 13.300 | 50.399 | Q     |
| 21   | Emma Slevin           | 13.533 | 12.700 | 11.466 | 12.466 | 50.165 | Q     |
| 22   | Jennifer Williams     | 13.433 | 12.666 | 11.233 | 12.700 | 50.032 | Q     |
| 23   | Stefanie Siegenthaler | 13.166 | 11.666 | 11.566 | 12.466 | 48.864 | Q     |
| 24   | Marlies Männersdorfer | 12.466 | 12.466 | 11.700 | 12.166 | 48.798 | Q     |
| 25   | Csenge Bácskay        | 13.866 | 11.566 | 11.966 | 11.300 | 48.698 | R1    |
| 26   | Zója Székely          | 13.066 | 12.400 | 11.133 | 11.966 | 48.565 | R2    |
| 27   | Ada Hautala           | 12.966 | 12.033 | 10.966 | 12.466 | 48.431 | R3    |
| 28   | Vera van Pol          | 13.433 | 10.033 | 12.216 | 12.733 | 48.415 | R4    |

#### Salto
| Pos. | Ginasta            | Salto 1 | Salto 1 | Salto 1 | Salto 1 | Salto 2 | Salto 2 | Salto 2 | Salto 2 | Total  | Qual. |
| Pos. | Ginasta            | Nota D  | Nota E  | Pen.    | Pont. 1 | Nota D  | Nota E  | Pen.    | Pont. 2 | Total  | Qual. |
| ---- | ------------------ | ------- | ------- | ------- | ------- | ------- | ------- | ------- | ------- | ------ | ----- |
| 1    | Rebeca Andrade     | 6.000   | 9.200   | –0.3    | 14.900  | 5.400   | 9.300   |         | 14.700  | 14.800 | Q     |
| 2    | Elze Geurts        | 5.400   | 9.000   |         | 14.400  | 5.400   | 8.900   |         | 14.300  | 14.350 | Q     |
| 3    | Asia D'Amato       | 5.400   | 8.733   |         | 14.133  | 4.800   | 8.700   |         | 13.500  | 13.816 | Q     |
| 4    | Angelina Melnikova | 5.400   | 9.066   |         | 14.466  | 4.800   | 8.600   | –0.3    | 13.100  | 13.783 | Q     |
| 5    | Csenge Bácskay     | 5.000   | 8.866   |         | 13.866  | 4.800   | 8.666   |         | 13.466  | 13.666 | Q     |
| 6    | Natalia Escalera   | 5.000   | 8.800   | –0.1    | 13.700  | 4.800   | 8.766   |         | 13.566  | 13.633 | Q     |
| 7    | Nancy Taman        | 5.400   | 8.466   | –0.1    | 13.766  | 4.600   | 8.700   |         | 13.300  | 13.533 | Q     |
| 8    | Ofir Netzer        | 4.800   | 8.666   |         | 13.466  | 4.800   | 8.766   |         | 13.566  | 13.516 | Q     |
| 9    | Audrey Rousseau    | 5.000   | 8.866   |         | 13.866  | 4.600   | 8.633   | –0.1    | 13.133  | 13.499 | R1    |
| 10   | Coline Devillard   | 5.800   | 7.400   |         | 13.200  | 5.400   | 8.300   |         | 13.700  | 13.450 | R2    |
| 11   | Aruna Budda Reddy  | 4.600   | 8.541   |         | 13.141  | 4.800   | 8.766   |         | 13.566  | 13.353 | R3    |

#### Barras assimétricas
| Pos. | Ginasta            | Nota D | Nota R | Pen. | Total  | Qual. |
| ---- | ------------------ | ------ | ------ | ---- | ------ | ----- |
| 1    | Rebeca Andrade     | 6.300  | 8.800  |      | 15.100 | Q     |
| 2    | Wei Xiaoyuan       | 6.500  | 8.233  |      | 14.733 | Q     |
| 3    | Luo Rui            | 6.200  | 8.300  |      | 14.500 | Q     |
| 4    | Angelina Melnikova | 6.300  | 8.166  |      | 14.466 | Q     |
| 5    | Zsófia Kovács      | 6.200  | 8.233  |      | 14.433 | Q     |
| 6    | Vladislava Urazova | 6.100  | 8.266  |      | 14.366 | Q     |
| 7    | Maria Minaeva      | 6.100  | 8.233  |      | 14.333 | –     |
| 8    | Elisa Iorio        | 6.200  | 7.983  |      | 14.183 | Q     |
| 9    | Filipa Martins     | 6.000  | 8.133  |      | 14.133 | Q     |
| 10   | Lee Yun-seo        | 6.300  | 7.766  |      | 14.066 | R1    |
| 11   | Becky Downie       | 6.200  | 7.800  |      | 14.000 | R2    |
| 12   | Alice D'Amato      | 5.900  | 8.066  |      | 13.966 | R3    |

#### Trave
| Pos. | Ginasta              | Nota D | Nota R | Pen. | Total  | Qual. |
| ---- | -------------------- | ------ | ------ | ---- | ------ | ----- |
| 1    | Luo Rui              | 6.100  | 8.466  |      | 14.566 | Q     |
| 2    | Angelina Melnikova   | 5.600  | 8.433  |      | 14.033 | Q     |
| 3    | Pauline Schäfer-Betz | 5.400  | 8.333  |      | 13.733 | Q     |
| 4    | Leanne Wong          | 5.400  | 8.300  |      | 13.700 | Q     |
| 5    | Yana Vorona          | 5.700  | 7.933  |      | 13.633 | Q     |
| 6    | Urara Ashikawa       | 5.900  | 7.633  |      | 13.533 | Q     |
| 7    | Kayla DiCello        | 5.600  | 7.900  |      | 13.500 | Q     |
| 8    | Konnor McClain       | 5.900  | 7.566  |      | 13.466 | –     |
| 9    | Rebeca Andrade       | 5.600  | 7.800  |      | 13.400 | Q     |
| 9    | Mai Murakami         | 5.600  | 7.800  |      | 13.400 | Q     |
| 11   | Becky Downie         | 5.600  | 7.733  |      | 13.333 | R1    |
| 12   | Vladislava Urazova   | 5.100  | 8.066  |      | 13.166 | –     |
| 13   | Elisa Iorio          | 5.100  | 8.000  |      | 13.100 | R2    |
| 14   | Asia D'Amato         | 5.300  | 7.700  |      | 13.000 | R3    |

#### Solo
| Pos. | Ginasta              | Nota D | Nota R | Pen. | Total  | Qual. |
| ---- | -------------------- | ------ | ------ | ---- | ------ | ----- |
| 1    | Mai Murakami         | 5.800  | 8.366  |      | 14.166 | Q     |
| 2    | Angelina Melnikova   | 5.800  | 8.300  |      | 14.100 | Q     |
| 3    | Leanne Wong          | 5.700  | 8.300  |      | 14.000 | Q     |
| 4    | Kayla DiCello        | 5.400  | 8.400  |      | 13.800 | Q     |
| 5    | Vladislava Urazova   | 5.200  | 8.333  | –0.1 | 13.433 | Q     |
| 6    | Yuna Hiraiwa         | 5.100  | 8.300  |      | 13.400 | Q     |
| 7    | Hitomi Hatakeda      | 5.300  | 8.033  |      | 13.333 | –     |
| 8    | Maria Ceplinschi     | 5.300  | 8.000  |      | 13.300 | Q     |
| 9    | eMjae Frazier        | 5.500  | 7.666  |      | 13.166 | –     |
| 10   | Anastasiia Bachynska | 5.100  | 8.000  |      | 13.100 | Q     |
| 11   | Shin Sol-yi          | 5.300  | 7.800  |      | 13.100 | R1    |
| 12   | Lee Yun-seo          | 5.100  | 7.916  |      | 13.016 | R2    |
| 13   | Elze Geurts          | 5.200  | 7.766  |      | 12.966 | R3    |

## Nações participantes
- Albânia (1)
- Alemanha (6)
- Arábia Saudita (2)
- Armênia (3)
- Áustria (8)
- Azerbaijão (4)
- Bélgica (3)
- Bielorrússia (2)
- Brasil (3)
- Bulgária (3)
- Canadá (10)
- Cazaquistão (5)
- Chéquia (4)
- China (10)
- Chipre (2)
- Colômbia (9)
- Coreia do Sul (10)
- Croácia (6)
- Dinamarca (3)
- Egito (10)
- Equador (2)
- Eslováquia (3)
- Eslovênia (3)
- Espanha (5)
- Estados Unidos (10)
- Federação Russa de Ginástica[a] (10)
- Filipinas (1)
- Finlândia (7)
- França (4)
- Grã-Bretanha (9)
- Grécia (6)
- Hong Kong (4)
- Hungria (9)
- Índia (6)
- Irlanda (2)
- Islândia (8)
- Israel (6)
- Itália (10)
- Japão (10) (sede)
- Letônia (2)
- Lituânia (4)
- Luxemburgo (1)
- México (9)
- Noruega (6)
- Países Baixos (8)
- Panamá (1)
- Portugal (6)
- Roménia (2)
- Síria (1)
- Suécia (6)
- Suíça  (9)
- Tailândia (2)
- Taipé Chinesa (8)
- Turquia (8)
- Ucrânia (10)
- Vietname (6)